# Pietzschebach
Der Pietzschebach entspringt nahe dem Vogtlandstadion im Plauener Ortsteil Haselbrunn und fließt in östlicher Richtung am Gut Heidenreich entlang durch Reißig nach Preißelpöhl. Parallel zum Bach ist ein Hauptabwasserkanal verlegt, weil sich in unmittelbarer Nähe der Mündung in die Weiße Elster die Zentralkläranlage der Stadt Plauen befindet. Er hat eine Länge von ca. 3,5 Kilometer.